# Нью-Лондон (переписна місцевість, Нью-Гемпшир)
Нью-Лондон (англ. New London) — переписна місцевість (CDP) в США, в окрузі Меррімак штату Нью-Гемпшир. Населення — 1266 осіб (2020).

## Географія
Нью-Лондон розташований за координатами 43°24′50″ пн. ш. 71°59′4″ зх. д. / 43.41389° пн. ш. 71.98444° зх. д. (43.413956, -71.984385).  За даними Бюро перепису населення США в 2010 році переписна місцевість мала площу 2,63 км², уся площа — суходіл.

## Демографія
Згідно з переписом 2010 року, у переписній місцевості мешкало 1415 осіб у 309 домогосподарствах у складі 130 родин. Густота населення становила 539 осіб/км².  Було 342 помешкання (130/км²).
Расовий склад населення:
| - 93,8 % — білих - 2,8 % — чорних або афроамериканців - 1,6 % — азіатів - 0,1 % — корінних американців |

До двох чи більше рас належало 1,4 %. Частка іспаномовних становила 2,3 % від усіх жителів.
За віковим діапазоном населення розподілялося таким чином: 4,8 % — особи молодші 18 років, 80,0 % — особи у віці 18—64 років, 15,2 % — особи у віці 65 років та старші. Медіана віку мешканця становила 20,9 року. На 100 осіб жіночої статі у переписній місцевості припадало 55,0 чоловіків;  на 100 жінок у віці від 18 років та старших — 53,2 чоловіків також старших 18 років.
Середній дохід на одне домашнє господарство  становив 71 670 доларів США (медіана — 31 985), а середній дохід на одну сім'ю — 105 931 долар (медіана — 68 950). 
Цивільне працевлаштоване населення становило 648 осіб. Основні галузі зайнятості: освіта, охорона здоров'я та соціальна допомога — 51,2 %, роздрібна торгівля — 19,0 %, мистецтво, розваги та відпочинок — 16,8 %.